# След края на света
„След края на света“ е игрален филм (драма), копродукция на България, Гърция и Германия от 1998 година на режисьора Иван Ничев, по сценарий на Анжел Вагенщайн. Оператори са Георги Николов и Тошко Каменов. Музиката във филма е композирана от Стефан Димитров.

## Сюжет
В средата на 20 век най-бедният квартал на град Пловдив изглежда като кътче на пълна етническа хармония между българи, евреи, арменци, турци, гърци и цигани. Поп, равин и ходжа – трима служители на древни богове, и един антихрист, наричан Къркача, са влюбени в една и съща едрогърда ханъма. Покрай смешните случки на тяхното съперничество, кавги и другарство начева и първата любов между потомците им – еврейското момче и арменско момиче. Политическите ветрове разбиват идилията и разделят влюбените 12-годишни връстници на Ромео и Жулиета. След години, в Бачковския манастир те случайно се срещат: той вече е станал професор, а тя учителка по пиано. Дали пламва любов, или това е опит да се преодолеят пораженията на времето и капризите на историята?

## Състав

### Актьорски състав
| Изпълнител          | Роля                                      |
| ------------------- | ----------------------------------------- |
| Стефан Данаилов     | професор Алберт Коен (Берто)              |
| Катерина Дидаскало  | Аракси Вартанян (възрастна) Мари Вартанян |
| Жана Даковска       | Аракси Вартанян (като малка)              |
| Златил Давидов      | Алберт Коен (Берто като малък)            |
| Васил Михайлов      | Авраам Коен, „Къркача“                    |
| Татяна Лолова       | баба Мазал, г-жа Авраам Коен              |
| Георги Калоянчев    | поп Исай                                  |
| Георги Русев        | равинът Бен Давид                         |
| Никола Рударов      | Ибрахим ходжа                             |
| Джоко Росич         | Циганският водар Мюмюн                    |
| Александър Морфов   | учителят Стойчев                          |
| Васил Василев-Зуека | Алипи бръснарят                           |
| Гиоргос Цицопулос   | Фотограф Костас Костакис                  |
| Атина Папас         | Зюлфие ханъм                              |
| Петър Попйорданов   | адвокатът Николай Караламбов              |
| Николай Урумов      | другаря Тасев, комунист                   |
| Михаил Мутафов      | Георги, атомен физик, съпруг на Аракси    |
| Пламен Сираков      | съученикът Митко Стойчев                  |
| Валентин Танев      | Инспектор във влака                       |
| Христо Бонев        | Йоско                                     |
| Валтер Тоски        | Жак Вартанян                              |
| Елена Вилдерман     |                                           |
| Петър Слабаков      | Стопанинът на бащината къща               |
| Мария Сапунджиева   | Чиновничка в общината                     |
| Стоян Стоев         | кмета на Бели Извор                       |
| Христо Гърбов       | Чиновник на гарата                        |
| Красимир Куцупаров  |                                           |
| Стефка Янорова      | Служителка в съда                         |
| Тео Юруков          | експерт от манастира                      |
| Иво Калинов         |                                           |
| Йордан Спиров       | Попа от манастира                         |
| Емил Розов          |                                           |
| Ценко Минкин        |                                           |
| Енчо Данаилов       | Сватбен фотограф                          |
| Емилиян Георгиев    |                                           |
| Башар Рахал         |                                           |
| Иван Дервишев       |                                           |
| Асен Блатечки       | Боксьор                                   |
| Чавдар Минев        |                                           |
| Тодор Георгиев      |                                           |
| Иво Папазов         | Себе си и неговия оркестър                |
| Детската банда:     |                                           |
| Илиана Берова       |                                           |
| Антон Беров         |                                           |
| Николай Хантов      |                                           |
| Йордан Тасев        |                                           |
| Гаяне Чтчян         |                                           |
| Дублаж:             |                                           |
| Иван Кондов         | Фотограф Костас Костакис                  |
| Силвия Лулчева      | Аракси Вартанян                           |
| Венета Зюмбюлева    | Мари Вартанян                             |
| Васил Бинев         | Жак Вартанян                              |

### Екип
| Режисьор                                                                         | Иван Ничев |
| Сценарий                                                                         | Анжел Вагенщайн |
| Оператор                                                                         | Георги Николов |
| Музика                                                                           | Стефан Димитров |
| Редактори                                                                        | Владимир Игнатовски Анжелика Херман                                                                                 |
| Изпълнителен продуцент Преводач                                                  | Татяна Гранитова |
| Директор на продукция                                                            | Ели Георгиева |
| Звук                                                                             | Людмила Махалнишка Юри Хинов                                                                                        |
| Художници                                                                        | Росица Бакева Елка Тодорова                                                                                         |
| Консултант                                                                       | Ангел Ахрянов |
| Художник на костюмите                                                            | Елена Демякова Елка Тодорова                                                                                        |
| Монтаж                                                                           | Красимира Величкова                                                                                                 |
| Грим                                                                             | Лефтера Тодорова |
| Скриптер                                                                         | Карамфилка Щерева                                                                                                   |
| Музикално оформление                                                             | Людмила Махалнишка Иван Ничев                                                                                       |
| Втори режисьор                                                                   | Илка Вълчева |
| Асистент-режисьори                                                               | Виктор Божинов Валентина Фиданова Елена Гюркова                                                                     |
| Втори оператор                                                                   | Емил Топузов |
| Асистент-оператори                                                               | Тошко Каменов Борислав Толев Цветан Каменов                                                                         |
| Фотограф                                                                         | Деян Донев |
| Художник график                                                                  | Владимир Колев |
| Трик оператор                                                                    | Илиян Данчев |
| Асистент-гримьор                                                                 | Виолета Лазарова |
| Реквизит                                                                         | Емил Велчев Емил Голаров                                                                                            |
| Гардероб                                                                         | Ана Качулева Иванка Ценкова                                                                                         |
| Осветление                                                                       | Иван Митов Александър Цаковски Альоша Спасов Христо Христов Иван Вълков                                             |
| Агрегатчик                                                                       | Спас Харалампиев |
| Кран-фарт                                                                        | Иван Нешев Мирослав Колев                                                                                           |
| Тонтехник                                                                        | Александър Лесев |
| Декоростроители                                                                  | Борис Радованов Лазар Миладинов Васил Станчев Божидар Ефтимов Григор Банков Борислав Радованов Атанас Филипов       |
| Ефект майстори                                                                   | Георги Казанджиев Митко Стефанов                                                                                    |
| Организатори                                                                     | Христо Ненов Емил Пинджуров Орлин Гранитов                                                                          |
| Оръжейник                                                                        | Александър Ценков                                                                                                   |
| Пиротехници                                                                      | Валентин Йорданов Славчо Йорданов                                                                                   |
| Каскадьор                                                                        | Димитър Кехайов |
| Лекар                                                                            | д-р Шишманова |
| Шофьори                                                                          | Господин Важаров Тодор Тодоров Христо Георгиев Васил Тодоров Илия Мисирков Милчо Илиев Васил Соколов Валентин Янков |
| Катеринг                                                                         | Григорина Рангелова                                                                                                 |
| Касиер                                                                           | Боряна Славчева |
| Експерт счетоводител                                                             | Маргарита Радева |
| Песента „След края на света“                                                     | Музика: Стефан Димитров Текст: Богдана Карадочева Изпълнява: Васил Найденов                                         |
| Звукова постпродукция UVT DAR Sigma Station                                      | Тон инженер: Борис Траянов                                                                                          |
| Филмова студия „ВРЕМЕ“ Интерфилм Студия „Бояна филм“ Филмова лаборатория „Бояна“ | Цветен четец: Евгения Якимова                                                                                       |
| Гръцки екип:                                                                     | |
| Асоцииран продуцент                                                              | Константинос Пиперяс                                                                                                |
| Менажер на продукцията                                                           | София Ферманоглу |
| Худ. сценограф                                                                   | Арис Гергакополус                                                                                                   |
| Дърводелци                                                                       | Панайотис Кондос Стаматис Митциадис                                                                                 |
| Художник                                                                         | Андреас Папаконстантину                                                                                             |
| Сценични работници                                                               | Диамандис Карнавас Димитрис Мавродакос                                                                              |
| Фарт                                                                             | Списод Барбас Йоргос Папаянополус Лефтерис Карподинис                                                               |
| Осветител                                                                        | Йоргос Папазоглу |
| Преводач                                                                         | Георги Гаджов |
| Avid Editing "Fantazia Studio"                                                   | Консултант по монтажа: Танос Анастопулос Асистент-монтажисти: Катерина Маврлеони Иро Вретзаки                       |
| Cinemagic Laboratory for sound and picture                                       | Цветен четец: Апостолос Архонтас Асистент по звука: Костас Варибопитис Негативен монтаж: Никос Адамопулос           |

## Награди
- Наградата на СБФД за игрален филм, (1999).
- Наградата на СБФД за режисура на Иван Ничев, (1999).
- Наградата на СБФД за операторска работа на Георги Николов, (1999).
- Наградата на СБФД за мъжка роля на Васил Михайлов за ролята на (Къркача), (1999).
- Наградата на СБФД за музика на Стефан Димитров, (1999).
- Наградата за режисура на Иван Ничев на 24 ФБФ (Варна, 2000).
- Наградата за мъжка роля на Васил Михайлов на 24 ФБФ (Варна, 2000).
- Награда и Диплом от „Бояна“ ЕАД на оператора Георги Николов (поделена с Рали Ралчев за филма „Писмо до Америка“), (Попово, 2000).